# Maschenmessgerät

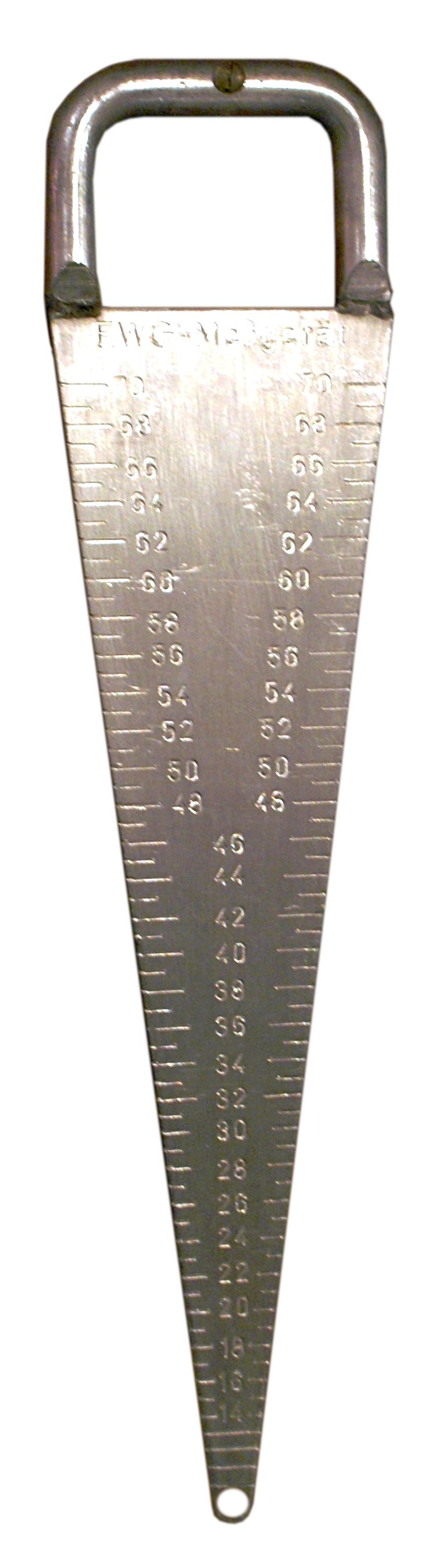
Maschenmessgerät

Das Maschenmessgerät ist ein Gerät mit zwei Zungen zum Messen der Maschen eines Fangnetzes in der Fischerei, das auf die Maschen automatisch eine Längsbeanspruchung von 5 bis 180 Newton (N) mit einer Präzision von 1 N ausübt. Es wird bei Fischereiinspektionen von Kontrollbeamten zur Bestimmung der Maschenöffnung und zur Messung der Garnstärke von Fangnetzen benutzt.
Das Maschenmessgerät als technische Maßnahme hilft bei der Erhaltung der Fischereiressourcen durch den Schutz von jungen Meerestieren.